# Mokry Dwór (województwo dolnośląskie)
Mokry Dwór (niem. Althofnass) – wieś w Polsce położona w województwie dolnośląskim, w powiecie wrocławskim, w gminie Siechnice.
W latach 1975–1998 miejscowość administracyjnie należała do województwa wrocławskiego.

## Nazwa
12 lutego 1948 r. ustalono urzędową polską nazwę miejscowości – Mokry Dwór, określając drugi przypadek jako Mokrego Dworu, a przymiotnik – mokrodworski.

## Komunikacja zbiorowa
W miejscowości przystanek końcowy ma linia 100, kursująca pomiędzy Mokrym Dworem a pętlą Gaj we Wrocławiu.